# Miskolc nembeli Domonkos
Miskolc nembeli Domonkos magyar főnemes, aki a 12. században, III. Béla király idejében 1188 és 1193 között országbíró, 1194 és 1195 között pedig Horvátország bánja volt. Domonkos a Miskolc nemzetséghez tartozott, melynek ősi birtokai Miskolc környékén területek el. Ő volt a nemzetség borsmonostori ágának első ismert tagja. Egy királyi oklevél szerint rokona volt III. Bélának és az Árpád-háznak, valamint egyes értelmezések szerint II. Péter győri püspöknek is. Ismeretlen nevű feleségétől két gyermeke született; egy fiú Bors, és egy lány Erzsébet, aki Hont-Pázmány nembeli Sebes ispánhoz ment férjhez, így Domonkos a gróf Szentgyörgyi család felmenője is volt.

## Élete
Domonkossal első ízben III. Béla király 1188. május 6-án kibocsátott kiváltságlevelének tanui között találkozunk. Ekkor már a második legmagasabb országnagyi tisztséget, az udvarispáni rangot viselte, emellett 1192 és 1193 között Bodrog vármegye ispánja is volt. Ekkorra az egyik legbefolyásosabb főúrként Borsod vármegyében (nemzetségének ősi központjában) és a határ menti nyugat-magyarországi megyékben is kiterjedt földekkel rendelkezett. 1187-ben fogadalmat tett, hogy részt vesz egy keresztes hadjáratban, de valamiért fogadalmát nem tudta teljesíteni, megváltásként cserébe Borsmonostorban ciszterci kolostort alapított. 1194-ben nyolc környező falut, valamint és 300 márkát adományozott az újonnan alapított kolostornak, amely 1198 óta a heiligenkreuzi apátság fennhatósága volt. 1194-től 1195-ig szlavón bánként működött, bár a nem hiteles oklevelek szerint már 1193-tól betöltötte ezt a tisztséget. Valamikor 1195 és 1207 között halt meg, 1207. február 26-án ugyanis III. Ince pápa a borsmonostori apátságnak kiállított bullájában már elhunytként említi. Lehetséges, hogy Domonkos még 1195 után is élt, mert az 1198 elejétől uralkodó Ince volt az a pápa, aki II. András 1225-ből származó kiváltságlevele szerint még felmentette Domonkost a szentföldi zarándoklatra tett fogadalma teljesítése alól.

## Az Árpád-házzal való rokonság kérdése
III. Béla király 1194-ben kiadott, megkérdőjelezhető hitelességű adománylevele az uralkodó Árpád-házzal való feltételezett rokonságának emlékét őrzi, szövegében ugyanis a Miskolc nembeli Domonkos a király „cognatusaként” (nostro dilecto cognato) szerepel, mely főnév az olyan vér szerinti rokon leírására szolgál, aki anyai ágon vagy házasság által kapcsolódik a családhoz. A korabeli magyar feljegyzésekben ez a kifejezés leginkább az utóbbi esetre használatos. Szentpétery Imre történész a dokumentumot, amelyet valamikor 1224 után állítottak össze nem tartja hitelesnek. További három, II. András és Béla herceg által kiadott oklevél Domonkos fiát, Borsot szintén, mint a királyi ház rokonát említette. Ha az 1194-es oklevél valóban hamisítvány, akkor lehetséges, hogy arra gondolt a készítő, hogy ha a Bors II. Andrással rokonságban volt, akkor ez az apjára is vonatkozik.
Wertner Mór 19. századi történész szerint Miskolc Domonkos a magyar uralkodó sógora volt. Kis Bálint az Árpád-dinasztia és a magyar világi elit családi kapcsolatairól 1895-ben közzé tett feldolgozásában arra a következtetésre jut, hogy Domonkos és III. Béla távoli unokatestvérek, mivel közös őseik voltak (feltehetően I. Béla vagy I. Géza 11. századi uralkodók), de azt is elképzelhetőnek tartotta, hogy a közös ős egy külhoni országból származott. Kádár Tamás történész úgy érvelt, hogy az említett dokumentumokban a kissé értelmetlen „cognatus” szó használata kizárja III. Béla és Miskolc Domonkos szoros vér szerinti (unokatestvérek), vagy házassági (sógorok) családi kapcsolatát. Kádár úgy vélte, Domonkos Alice antiochiai hercegnőt, Ágnes királyné húgát, így III. Béla sógornőjét vette feleségül. A Chronica regia Coloniensis szerint Alice Kádár értelmezésében legalább az 1180-as évek óta Magyarországon élt, mielőtt 1204-ben férjhez ment VI. Estei Azzóhoz, az Estei Őrgófság reménybeli örököséhez.

## Fordítás
Ez a szócikk részben vagy egészben  a   Dominic Miskolc című angol Wikipédia-szócikk ezen változatának fordításán alapul.  Az eredeti cikk szerkesztőit annak laptörténete sorolja fel. Ez a jelzés csupán a megfogalmazás eredetét és a szerzői jogokat jelzi, nem szolgál a cikkben szereplő információk forrásmegjelöléseként.